# Robert Shaw (giocatore di football americano)
Robert Leslie Shaw (Tuscaloosa, 15 ottobre 1956) è un ex giocatore di football americano statunitense che ha militato nel ruolo di centro nella National Football League (NFL).

## Carriera
Al college Shaw giocò a football a Tennessee. Fu scelto dai Dallas Cowboys nel corso del primo giro (ventottesimo assoluto) del Draft NFL 1979. Fu la seconda volta nella storia che i Cowboys utilizzarono una scelta del primo giro per un offensive lineman. La prima era stata nel Draft NFL 1966 quando selezionarono John Niland.
Nella sua prima stagione Shaw fu la riserva del centro John Fitzgerald e giocò principalmente negli special team. Dopo che Fitzgerald si infortunò al ginocchio nel primo tempo di una gara contro i Washington Redskins, Shaw concluse la partita e giocò bene a sufficienza per essere nominato titolare la settimana successiva contro gli Houston Oilers il giorno del Ringraziamento. Disputò come titolare le ultime cinque gare come titolare nella stagione regolare e altre tre nei playoff dove giocò bene.
Dopo due partite della stagione 1981 Shaw si infortunò al ginocchio contro i Saint Louis Cardinals. Rimase fuori tre partite dopo di che fece ritorno contro i San Francisco 49ers, infortunandosi nuovamente allo stesso ginocchio. Si preparò per fare ritorno per oltre 20 mesi ma non riuscì mai a superare i test fisici della squadra, venendo così costretto al ritiro.
Era previsto che Shaw fosse l'ancora della linea offensiva per gli anni ottanta, ma i suoi continui infortuni posero fine a una carriera promettente. In tre anni con i Cowboys disputò 33 partite. Dopo l'infortunio di Shaw, Tom Rafferty fu spostato dal ruolo di guardia e divenne il centro titolare.